# Dipartimento dell'Alto Adige
Il dipartimento dell'Alto Adige (denominazione ufficiale in italiano, in francese Département du Haut-Adige, tradotto in tedesco Departement Oberetsch) è stato un dipartimento del Regno d'Italia napoleonico dal 1810. Il suo nome, coniato alla maniera dei dipartimenti francesi, si riferiva all'alto corso del fiume Adige.
Il dipartimento aveva come capoluogo Trento e la sua lingua amministrativa era l'italiano, ma nelle aree germanofone fu temporaneamente adottato il bilinguismo nei pubblici avvisi e l'uso del tedesco nell'amministrazione comunale.

## Storia
Il nuovo assetto regionale, dopo la pace di Parigi del 28 febbraio 1810 tra la Francia e la Baviera, vide il Trentino e la zona di Bolzano unite al Regno italico, a partire dal 10 giugno, mentre il rimanente del Tirolo riassegnato alla Baviera. L'intero Tirolo era stato in precedenza assegnato al Regno di Baviera nella pace di Presburgo del 1805.
Il territorio venne organizzato nel neoistitituito dipartimento dell'Alto Adige creato il 10 giugno 1810, l'area del Primiero venne invece assegnata al dipartimento della Piave.
L'Alto Adige comprendeva larga parte dell'odierno Trentino, i comuni di Valvestino e Magasa in provincia di Brescia, Casotto e Pedemonte in provincia di Vicenza, Bolzano, l'Oltradige-Bassa Atesina, una parte rilevante del Salto-Sciliar (escluse la Val Gardena e la Val Sarentino) e una piccola parte del Burgraviato (in particolare l'Alta Val di Non tedesca).
I confini furono tracciati d'accordo con i commissari tedeschi secondo il principio "da appartenersi al Regno d'Italia perché paese italiano", facendo poi anche modifiche di questi confini per "coordinarli alle moderne necessità dell'arte strategica, a quelle della difesa e dei limiti naturali".
La restante parte settentrionale dell'antica Contea del Tirolo rimase invece al Regno di Baviera facente parte della Confederazione del Reno (e che oltre a Innsbruck e la valle dell'Inn incluse Merano, Vipiteno, Bressanone, Chiusa, Brunico, la alta valle dell'Isarco, la val Venosta e la val Pusteria occidentale fino a Monguelfo), mentre altre parti del Tirolo passarono alle Province Illiriche (che oltre a Lienz e al Tirolo Orientale comprendeva la val Pusteria orientale) e al dipartimento del Piave (che includeva Dobbiaco, Livinallongo e Ampezzo).
Fu operata una riorganizzazione sul modello francese che contraddistingueva l'assetto amministrativo e istituzionale del Regno italico. Innanzi tutto fu pubblicata la Costituzione di Lione e dal 1º luglio fu introdotto il Codice Napoleone. L'autorità che rappresentava lo stato e che concentrava in sé gran parte delle prerogative di governo era il prefetto insediato a Trento, il quale si avvaleva di un Consiglio generale dipartimentale costituito da trenta membri scelti in base alla capacità contributiva.
A Trento era in funzione una corte di giustizia civile e criminale e a Bolzano un tribunale di prima istanza. La giurisdizione di appello era affidata invece alla corte d'appello di Brescia.
Venne inoltre svolto un rigido accorpamento dei comuni, che passarono dai quasi quattrocento degli anni precedenti le guerre francesi ai successivi poco più di cento, e la privazione di ogni loro facoltà decisionale.
L'entrata dell'Austria nella sesta coalizione avvenne nell'agosto 1813 ed il 15 ottobre l'esercito austriaco occupava il Dipartimento dell'Alto Adige dove veniva insediata un'amministrazione provvisoria ed il Trentino subì passivamente il cambio di sovranità. Il 7 aprile 1815 l'Austria riunirà la parte transalpina del Tirolo, quella cisalpina e l'ex principato vescovile di Trento in un unico Land tirolese.

## Suddivisione
Il Dipartimento era diviso nei cinque distretti di Trento, Cles, Bolzano, Roveredo e Riva, ognuno dotato di una viceprefettura, e in venti cantoni, sedi di giudicature di pace: Trento, Lavis, Pergine, Levico, Borgo, Roveredo, Ala, Riva, Tione, Stenico, Condino, Cles, Malè, Fondo, Denno, Bolzano, Caldara, Egna, Cavalese e Mori. Il Dipartimento era inoltre suddiviso in 121 comuni.

## Prefetti
- Alessandro Agucchi dal 23 giugno 1810 al 14 dicembre 1811[12]
- Delfiume dal 14 dicembre 1811[13]

## Il nome
All'epoca della Repubblica Cisalpina era esistito un distretto dell'Alto Adige a sud-est di Verona, parte del dipartimento del Benaco. Il distretto non corrispondeva nemmeno in parte con l'odierno Alto Adige.
Il  dipartimento dell'Alto Adige istituito durante il Regno d'Italia prese il suo nome dal fiume Adige, che diede anche il nome al dipartimento dell'Adige (la provincia di Verona odierna).
Il nome del dipartimento fu riutilizzato, allargandone il significato geografico originario verso settentrione, da Ettore Tolomei nella sua campagna di italianizzazione della provincia di Bolzano annessa all'Italia nel 1919 al posto di altri nomi proposti quali Tirolo Italiano, Tirolo trentino o Alto Trentino, e venne ufficializzato dal regime fascista nel 1923.